# Elecciones municipales estatuyentes de Ushuaia de 2022
Las Elecciones municipales estatuyentes de Ushuaia de 2022 fueron celebradas en la ciudad de Ushuaia el 15 de mayo de 2022. En esta se eligirán 14 convencionales estatuyentes titulares y 7 convencionales suplentes para reformar la Carta Orgánica Municipal.
Las elecciones fueron convocadas por el Intendente de Ushuaia Walter Vuoto el 21 de diciembre de 2021. La elección de los estatuyentes será a través del sistema de preferencia. Se presentaron 9 listas, 5 alianzas y 4 partidos

## Resultados
|  | 27,67 % |

|  | 17,89 % |

|  | 14,73 % |

|  | 8,38 % |

|  | 8,12 % |

|  | 7,47 % |

|  | 6,90 % |

|  | 3,76 % |

|  | 3,70 % |

|  | 93.75 % |

|  | 1.37 % |

|  | 6.25 % |

|  | 67.63 % |

|  | 100 % |

1. ↑  Integrado por: Nuevo País, Hacer por el Progreso Social y Sur.